# Amaretto
Amaretto er en italiensk likør lavet af abrikos, sommetider tilsat mandel. Den har dog konsekvent en bittersød mandelsmag.